# 真龍院
真龍院（天文19年（1550年） - 正保4年7月7日（1647年8月7日））日本戰國大名武田信玄三女、木曾義昌正室。普遍知名以「真理姫」之名流傳。
天文19年（1550年）作為武田晴信（武田信玄）的3女（一說為4女或5女）出生。弘治元年（1555年）木曾義康入晴信麾下，晴信授信濃與美濃・飛驒的國境守備重要據點予以支配，顯示對木曾氏存在的重視，後將真理姬嫁予義康嫡男義昌為正室，納入木曾氏為親族眾。與義昌間生有嫡男・木曾義利。
後在天正10年（1582年）時，織田信長開始武田征伐，夫義昌叛離兄長武田勝賴而與信長勾結，於是與義昌別離並與三男義一至木曾山中隱遁，義利被德川家康改易以後作為其家臣且受其保護，不過，現在木曾還留著當時痛切訴說悲哀請求的書信。正保4年（1647年）死去。享年98。

## 生母
姐妹黃梅院、見性院之母為正室三条夫人、松姬、菊姬之母為側室油川夫人、真理姫之母實不詳。一説為真理姫之母為三条夫人、油川夫人亦是、出自油川夫人之說理較強。若此說正確、真理姫之同母兄為仁科盛信、葛山信貞、同母妹為松姫、菊姫。